# Japan Monkey Centre
Het Japan Monkey Centre (JMC) is een in 1956 opgericht onderzoeksinstituut in Inuyama  (Aichi), waar onderzoek naar primaten gedaan en gepromoot wordt. Het werkt hierin samen met andere onderzoekscentra en universiteiten.

## Doelstelling
Het doel van het JMC is om een groot publiek kennis te laten maken met (non-menselijke) levende primaten, informatie over deze diersoorten en primatologie. Tevens werkt het instituut aan stof voor educatieve doeleinden en geeft het boeken uit. Het JMC probeert bij te dragen aan het voortbestaan van wilde primaten. Ze fokt zelf primaten voor onderzoek.

## Het instituut
Het instituut bestaat uit meerdere gebouwen en er werken ongeveer veertig personen, onder algemeen directeur Mitsuo Iwamoto. In zowel binnen als buitenkooien worden onder meer chimpansees, gorilla's, slingerapen, gibbons, mandrillen, klauwaapjes, slankapen, lemuren en makaken (waaronder Japanse makaken) gehuisvest. Daarnaast zijn er aparte oefen/bewegingsruimtes.
Het instituut bevat tevens een bibliotheek en een bescheiden museum.